# アンナ・フォン・プロイセン (1576-1625)
アンナ・フォン・プロイセン（Anna von Preußen, 1576年7月3日 - 1625年8月30日）は、プロイセン公アルブレヒト・フリードリヒの長女で、ブランデンブルク選帝侯ヨハン・ジギスムントの妃。

## 生涯
アルブレヒト・フリードリヒは、ユーリヒ＝クレーフェ＝ベルク公ヴィルヘルム5世と妃マリア（神聖ローマ皇帝フェルディナント1世の娘）の娘マリー・エレオノーレとの間に7人の子をもうけていたが、2人の男子はいずれも夭折していた。そのため、アルブレヒト・フリードリヒの死後はその後見を務めていたブランデンブルク選帝侯家（同じホーエンツォレルン家の宗家にあたる）がプロイセンを相続するという契約がなされていたが、この相続契約を補強するものとして、選帝侯ヨアヒム・フリードリヒの長男ヨハン・ジギスムントとアルブレヒト・フリードリヒの長女アンナの結婚が取り決められた。アンナはまた、母方を通じてクレーフェ公領、マルク伯領、ラーヴェンスベルク伯領の相続権も有していた。
アンナとヨハン・ジギスムントは、1594年10月30日にケーニヒスベルクで結婚した。その後、1603年にアンナの四妹エレオノーレがヨアヒム・フリードリヒの後妻となり、1604年に次妹マリーがヨアヒム・フリードリヒの弟であるバイロイト辺境伯クリスティアンと結婚し、プロイセンとブランデンブルクの関係はさらに強化された。
1618年、父アルブレヒト・フリードリヒが死去すると、既に選帝侯位を継いでいた夫ヨハン・ジギスムントがプロイセン公も継承するが、翌1619年に自身も死去し、アンナとの間の長男ゲオルク・ヴィルヘルムがプロイセン公兼ブランデンブルク選帝侯となった。

## 子女
アンナはヨハン・ジギスムントとの間に4男4女をもうけた。
- ゲオルク・ヴィルヘルム（1595年 - 1640年） - プロイセン公及びブランデンブルク選帝侯
- アンナ・ゾフィー（1598年 - 1659年） - ブラウンシュヴァイク＝ヴォルフェンビュッテル公フリードリヒ・ウルリヒと結婚。
- マリア・エレオノーラ（1599年 - 1655年） - スウェーデン王グスタフ2世アドルフと結婚。
- カタリーナ（1602年 - 1644年） - トランシルヴァニア公ベトレン・ガーボルと結婚、後にザクセン＝ラウエンブルク公フランツ2世の息子フランツ・カール（英語版）と再婚。
- ヨアヒム・ジギスムント（1603年 - 1625年）
- アグネス（1606年 - 1607年）
- ヨハン・フリードリヒ（1607年 - 1608年）
- アルブレヒト・クリスティアン（1609年）